# Грін Стрітс (футбольний клуб)
Грін Стрітс — професійний футбольний клуб із міста Мале, Мальдіви, який має досвід виступів в Прем’єр-лізі Мальдівів, вищому дивізіоні мальдівського футболу. Клуб був заснований у 2010 році,  і почав грати у третьому дивізіоні мальдівського футболу. Зайнявши друге місце в 2012 році клуб заслужив підвищення до 2-го дивізіону. В 2016 році після сезону без поразок команда підвищилась до першого дивізіону.
Клуб було створено для згуртування молодь Мачанголі за допомогою футболу. Основною метою клубу залишається надання посад у клубі якомога більшій кількості місцевої молоді та просування та розвиток молодих талантів, надаючи їм платформу для демонстрації своїх здібностей. Академія ФК «Грін Стрітс» розпочла свою діяльність у 2017 році як частина цієї мети, щоб шукати приховані таланти та розвивати та виховувати цих спортсменів для кращої гри та майбутнього футболу в країні.